# Gerard de Villamagna
Gherardo di Villamagna o Gherardo Mecatti (Villamagna, Bagno a Ripoli, Toscana, ca. 1174 - ca. 1245) fou un eremita italià, membre del Tercer Orde Regular de Sant Francesc. És venerat com a beat per l'Església catòlica.

## Biografia
Gherardo Mecatti nasqué a Villamagna (prop de Florència) en 1245, en una família de pagesos. Orfe als dotze anys, se'n feu càrrec una família noble coneguda dels seus pares. Un dels membres de la família s'enrolà a l'exèrcit i participà en la Primera Croada, on portà Gerard com a escuder i esdevindria cavaller de l'Orde de Sant Joan de Jerusalem. En 1195, Gerard fou a la conquesta de Jerusalem, però poc després fou pres presoner pels musulmans.

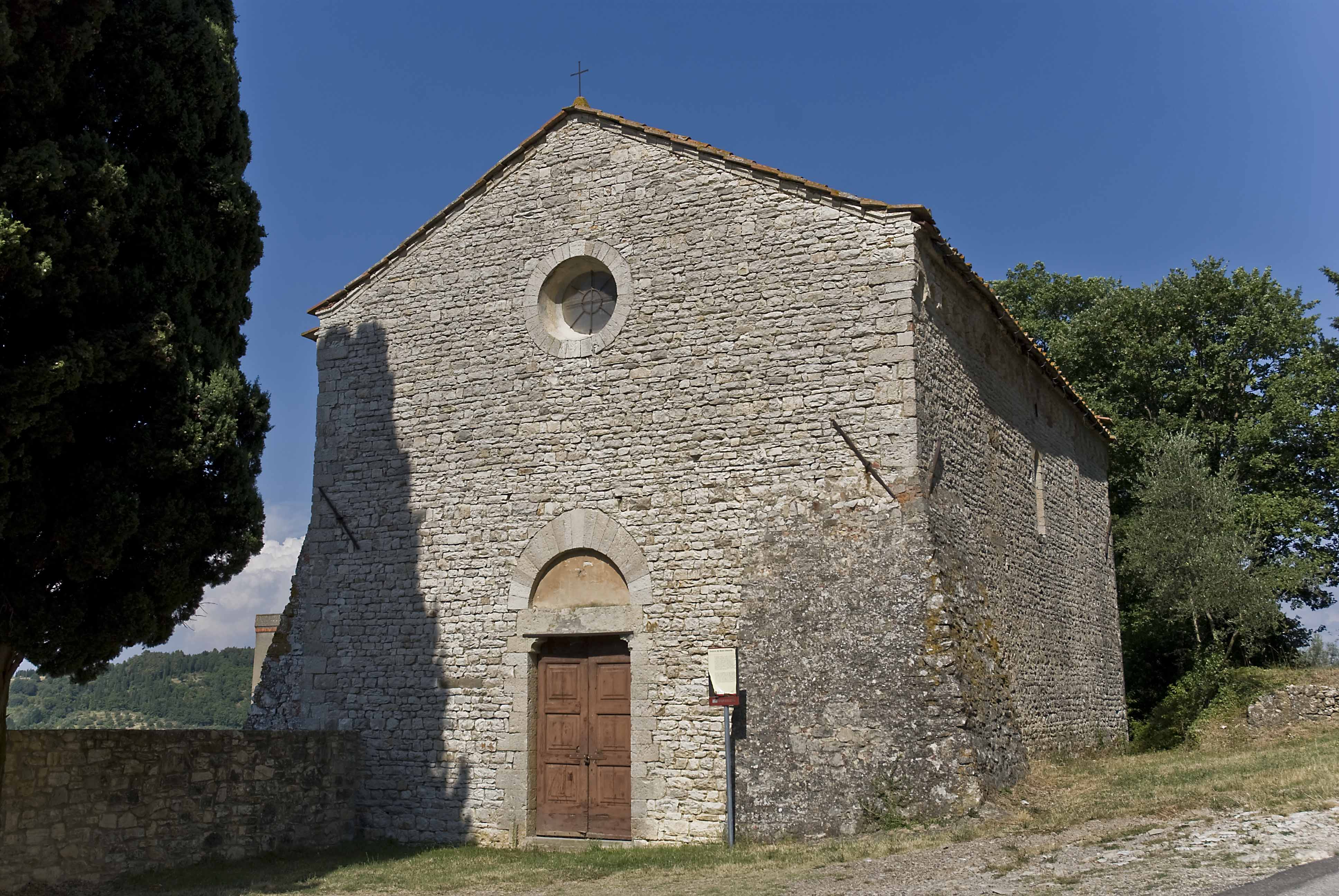
Oratori del Beato Gherardo a Villamagna.

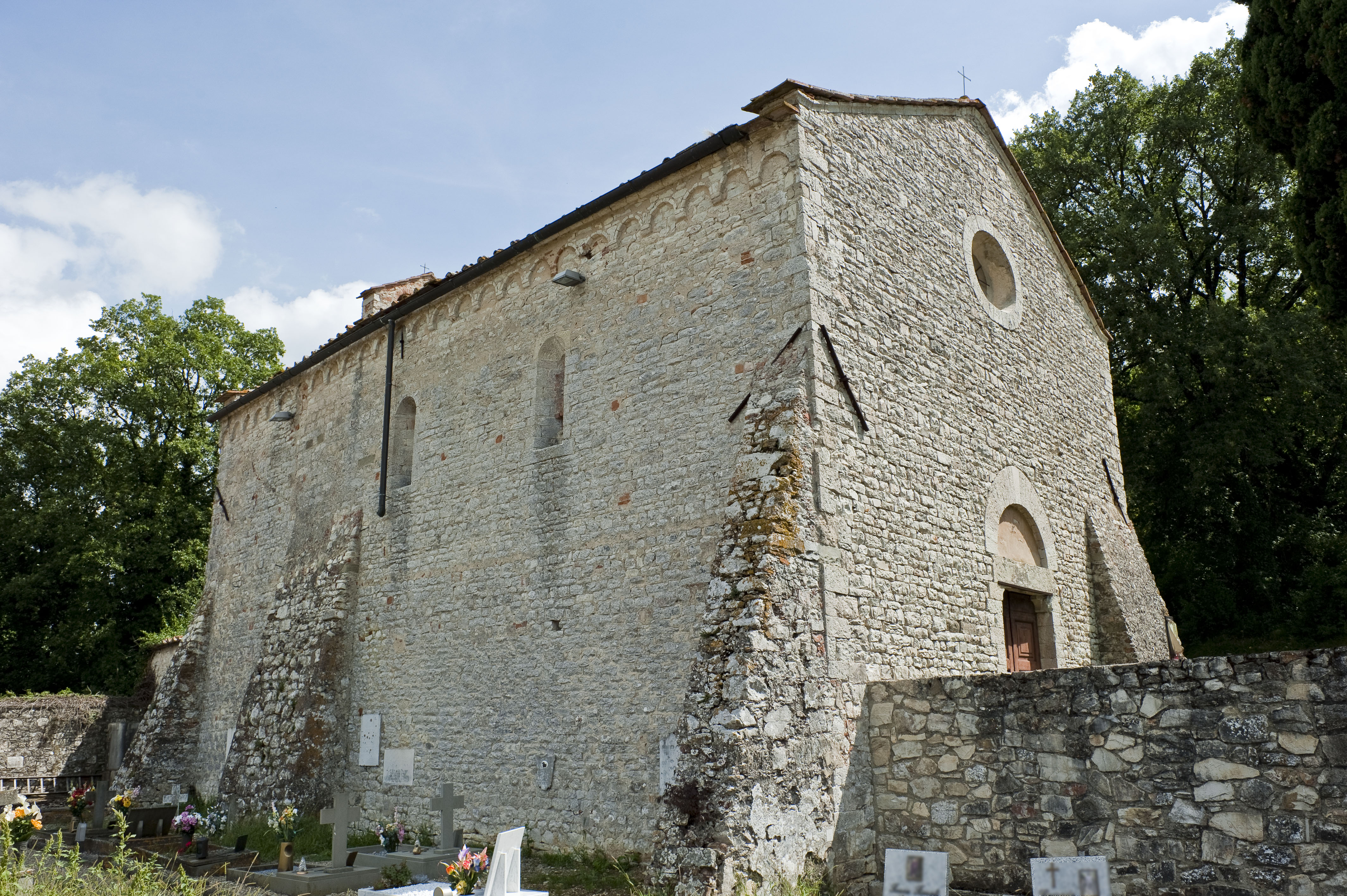
Oratori de Villamagna.

En ésser alliberat, visità els Sants Llocs i, mort el cavaller, tornà a la seva terra; es retirà a Villamagna a fer vida eremítica, al lloc on actualment hi ha l'Oratorio del Beato Gherardo, capella on reposen les seves relíquies. Passats dotze anys, un altre cavaller que volia anar-hi li demanà que l'acompanyés i embarcaren cap a Síria; el vaixell fou assaltat per pirates, però, comandats per Gerard, la tripulació s'hi resistí i els derrotaren. A Palestina es dedicà a la pregària i a ajudar i assistir malalts durant set anys, en els que es va fer popular per la seva pietat i virtut. Sembla que fou llavors que ingressà a l'Orde de Sant Joan, dedicada a l'assistència a l'hospital de Jerusalem.
Tornà a Itàlia i hi conegué Francesc d'Assís, que el va acollir al seu orde com a terciari laic. A Incontro, lloc proper a Bagno a Ripoli, Gerard construí una nova ermita, dedicada a al Mare de Déu, i que es convertí en l'església de San Francesco all'Incontro. En 1700, s'hi afegí un convent fundat per Lleonard de Porto Maurizio.
Mentre fou eremita, sempre conservà en l'hàbit la creu blanca de l'Orde de l'Hospital. La seva fama de santedat feia que fos visitat per tota mena de persones i pelegrins que li demanaven consell i oracions. Cada setmana visitava en pelegrinatge tres esglésies: el dilluns, una en sufragi de les Ànimes del Purgatori; els dimecres, una per obtenir el perdó dels seus pecats; el divendres, una pel perdó dels pecats d'altri i per la conversió dels infidels. Tingué fama de miracler i de profeta. El seu miracle més conegut fou que fes créixer cireres en ple hivern per satisfer el desig d'un malalt, o que, quan havia de transportar unes pedres per construir la seva tomba, els pagesos no li volgueren deixar els bous i Gerard ordenà de fer-ho a dos vedells selvatges, que, amansits, portaren les pedres on digué.
A Florència, ajudà Filippo Benizi en la fundació d'una confraria mariana. Poc abans de morir, profetitzà el dia que ho faria. No se sap del cert la data de la seva mort: el 13 de maig o el 25, del 1242, 1245, 1254 o, menys probablement, 1276.

## Veneració
El seu funeral fou multitudinari, ja que morí en llaor de santedat. Amb les almoines deixades pels assistents, es construí una església al lloc on hi havia hagut la seva ermita, i hi fou sebollit. Aviat fou venerat i apareix citat com a Santo Gherardo ja al Decamerone de Giovanni Boccaccio (jornada VI, novel·la 9), i a Il trecentonovelle de Franco Sacchetti (Novella CI).
El culte a Mecatti fou confirmat per Gregori XVI el 18 de maig de 1833. La seva festa és inscrita al martirologi franciscà el 25 de maig, i en altres, el 13 de maig. La devoció és particularment gran a Villamagna i la seva comarca, on és el sant patró i és invocat contra les malalties i els desastres naturals.
En record seu i del miracle de les cireres, fins al segle xix, cada tres anys es feia a Villamagana la processó de les relíquies del beat, el 13 de maig, al final de la qual es repartien entre els assistents les cireres beneïdes que s'havien pres del cirerer.